# Șanț
Șanț – wieś w Rumunii, w okręgu Bistrița-Năsăud, w gminie Șanț. W 2011 roku liczyła 2909 mieszkańców.